# Emilio Aldecoa
 (septembre 2014).
Emilio Aldecoa Gómez, né le 30 novembre 1922 à Bilbao (Pays basque, Espagne) et mort le 4 septembre 1999 à Lloret de Mar (Catalogne, Espagne), est un footballeur international espagnol des années 1940 et 1950 qui jouait au poste d'attaquant. Il s'est ensuite reconverti en entraîneur.

## Biographie

### Enfance à Bilbao
Aldecoa fait ses premiers pas dans le monde du football dans des équipes de Bilbao du quartier de Zorrotza où il naît en 1922. En 1937, alors qu'il est âgé de quinze ans, il part avec sa famille au Royaume-Uni fuyant la Guerre civile espagnole. Aldecoa vit pendant près de dix ans en Angleterre où il passe une bonne partie de la Guerre civile et toute la Seconde Guerre mondiale.

### Angleterre
Aldecoa commence à travailler dans un atelier d'électricité de Staffordshire où il continue à jouer au football dans l'équipe amateur de l'entreprise English Electric. Avec les compétitions nationales britanniques suspendues par la guerre et une bonne partie des joueurs professionnels mobilisés, les clubs anglais cherchaient des joueurs amateurs prêts à compléter leurs équipes pour jouer dans les compétitions régionales qui se disputaient laborieusement en Angleterre durant ces années. C'est ainsi que Wolverhampton Wanderers FC recrute en 1943 le jeune attaquant espagnol qui brillait dans l'équipe des ateliers électriques de la région.
Aldecoa débute avec Wolverhampton en septembre 1943 avec une victoire à domicile face à Crewe Alexandra FC sur le score de 1 à 2. Aldecoa est le meilleur buteur de l'équipe avec 11 buts en 30 matchs. Aldecoa joue une seconde saison avec Wolverhampton, puis en août 1945 il est recruté par Coventry City FC car pour des raisons professionnelles il doit déménager à Coventry. Il marque un but lors de son premier match avec Coventry (victoire 3 à 1 face à Portsmouth FC). Lorsque le championnat national reprend lors de la saison 1946-1947, il joue une saison avec Coventry en deuxième division anglaise. Il joue 29 matchs mais ne marque aucun but.

### Retour en Espagne
Même s'il est bien intégré en Angleterre - il parle parfaitement l'anglais et il a épousé une Anglaise -, en 1947 surgit la possibilité de revenir en Espagne et de signer pour l'équipe de sa ville natale, l'Athletic Bilbao.
Aldecoa décide de revenir en Espagne car il y a de meilleures perspectives pour pouvoir se consacrer professionnellement au football. Il débute avec l'Athletic en championnat d'Espagne le 21 septembre 1947 lors d'une défaite 5 à 1 à Vigo face au Celta. Aldecoa joue deux saisons avec l'Athletic, il joue 48 matchs et marque 9 buts. Sur le plan collectif, ce sont deux saisons assez médiocres, l'Athletic terminant deux fois à la sixième place. Le club parvient tout de même à se hisser en finale de la Coupe d'Espagne en 1949, finale perdue face à Valence CF 1 à 0. C'est durant son étape avec l'Athletic qu'Aldecoa joue son seul match avec l'équipe d'Espagne le 30 mai 1948.
En été 1949, l'Athletic transfère Aldecoa au Real Valladolid en échange de 200 000 pesetas. Le joueur reçoit 375 000 et signe pour trois saisons. Valladolid est une équipe assez modeste qui est montée en première division une année auparavant et qui s'est maintenue de justesse. Néanmoins, Aldecoa joue deux bonnes saisons avec Valladolid. Lors de la saison 1949-1950, le club se maintient en D1 sans difficulté et parvient pour la première fois de son histoire en finale de la Coupe d'Espagne. Aldecoa joue cette finale perdue 4 à 1 contre l'Athletic lors de la prolongation.
Lors de sa deuxième saison à Valladolid, le club obtient la sixième place qui encore actuellement est la meilleure place jamais obtenue par Valladolid en championnat. Aldecoa joue en tout 49 matchs avec Valladolid et marque 15 buts.

### Le Barça des Cinq Coupes
En avril 1951, Aldecoa est recruté par le FC Barcelone, il débute en Coupe d'Espagne. L'arrivée d'Aldecoa au Barça coïncide avec celle de Laszlo Kubala, joueur exceptionnel autour duquel allait se former une équipe championne sans rival à cette époque. Le Barça remporte le championnat d'Espagne en 1952 et 1953, et la Coupe d'Espagne en 1951, 1952 et 1953. Cette équipe mythique est connue comme « Le Barça des Cinq Coupes » (en catalan, El Barça de les Cinc Copes). Le passage d'Aldecoa au FC Barcelone lui permet d'agrandir son palmarès. Sa contribution aux succès du Barça vont en décroissant. Il joue la Coupe d'Espagne de 1951 et participe à la finale remportée par le Barça 3 à 0 face à la Real Sociedad. Aldecoa joue 19 matchs lors de sa première saison avec les Blaugrana et marque deux buts. Il joue la finale de la Coupe Latine de 1952 (victoire 1 à 0 sur l'OGC Nice au Parc des Princes de Paris).
Cependant, il ne joue que quatre matchs lors de sa deuxième saison et il ne joue pas les finales de Coupe d'Espagne de 1952 et 1953, ni celle de la Coupe Latine en 1953. Mis sur la touche par l'entraîneur Ferdinand Daučík, Aldecoa ne joue plus que des matchs amicaux à partir de la milieu de la saison 1952-1953. 
Au milieu de la saison 1953-1954, Aldecoa est prêté au Sporting de Gijón, mais il ne joue que trois matchs avec les Asturiens en championnat. Le Sporting descend en deuxième division et Aldecoa décide de mettre un terme à sa carrière de joueur en 1954.

### Équipe nationale
Aldecoa joue une fois en équipe d'Espagne. Il s'agit d'un match amical disputé à Barcelone en mai 1948 face à l'Irlande (victoire 2 à 1 des Espagnols).

## Palmarès
Avec le FC Barcelone :
- Champion d'Espagne en 1952 et 1953
- Vainqueur de la Coupe d'Espagne en 1951, 1952 et 1953
- Vainqueur de la Coupe Latine en 1952